# Oknoplast
Oknoplast – société polonaise, a été créée en 1994 à Cracovie. Elle produit des fenêtres PVC, des  portes d’entrée, des volets roulants et produits en aluminium.
Le siège d’Oknoplast se trouve dans la zone industrielle d’Ochmanów, à proximité de Cracovie. Ce site de production regroupe le centre de logistique et de support commercial, les halls de production d'une superficie de 32 000 m2, les emplacements de stockage et de manœuvre. 
Oknoplast possède un grand réseau commercial de 1 450 partenaires en France, en Allemagne, en Italie, en Tchéquie, en Slovaquie, en Hongrieet en Pologne.
La société collabore avec l’entreprise allemande Veka, fabricant des profilés PVC.

## Prix
- Juin 2012 : À l'ambassade de Pologne à Paris le ministre des affaires étrangères de Pologne félicite Oknoplast pour son dynamisme sur le marché français!
- Le leader du Marché 2011 - (8 fois) prix pour ‘La Meilleure Entreprise en Pologne’ dans le secteur de la production de fenêtres PVC[5]
- TOP Builder 2011 – Prix accordé par le Conseil Programme et par la Rédaction du magazine Builder[6]
- Diamants de Forbes 2010 - prix pour les entreprises augmentant le plus fortement leur valeur[7]
- "Teraz Polska" 2010 - Emblème de promotion accordé aux meilleurs produits. Le prix a été accordé à la fenêtre CHARME dans la catégorie ‘Meilleur Produit’[8]